# Orgel von St. Trinitatis (Warlitz)

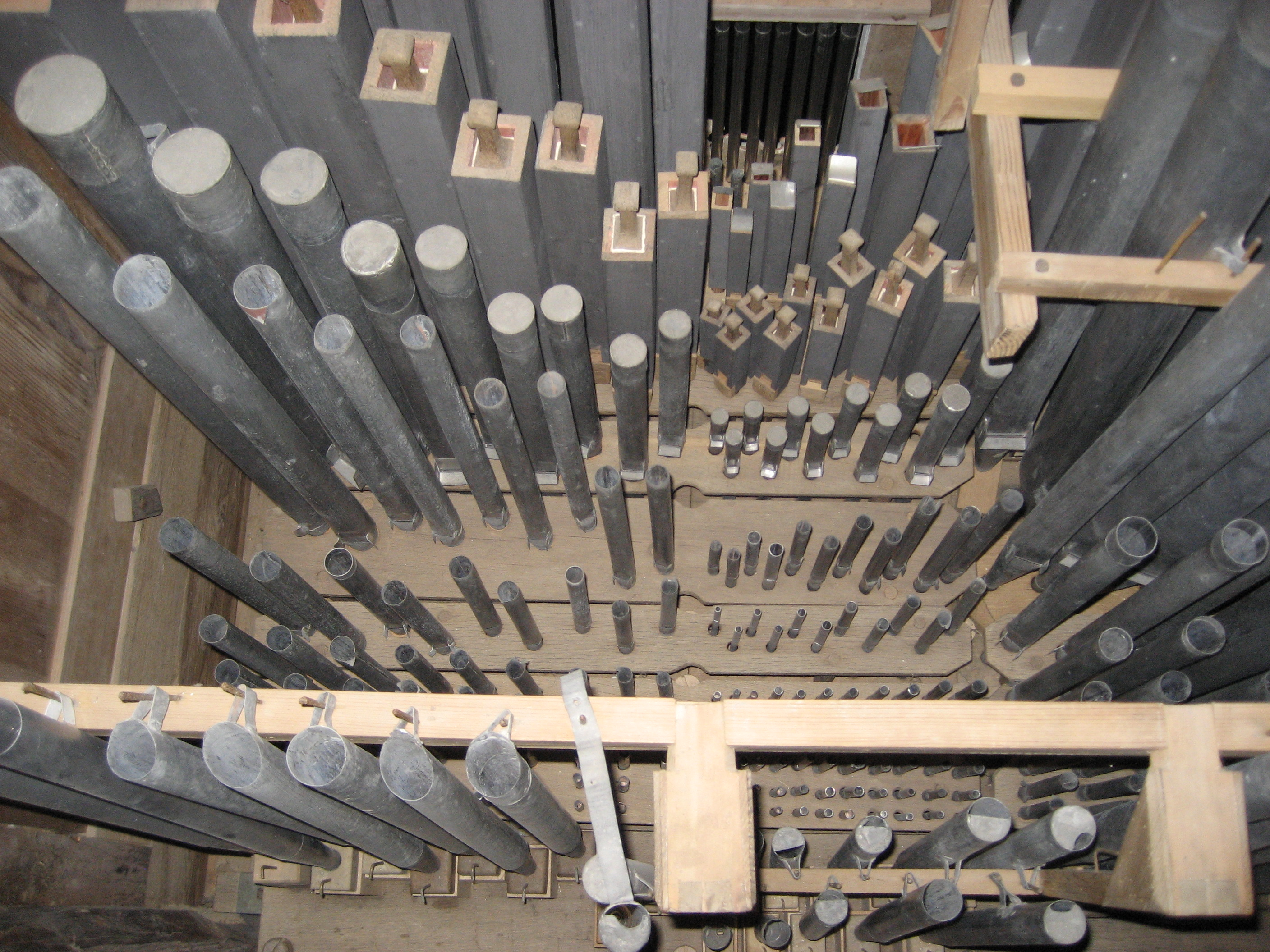
Blick in das Pfeifenwerk

Die Orgel von St. Trinitatis (Warlitz) wurde von 1769 bis 1770 von Johann Georg Stein aus Lüneburg erbaut. Wie der sie umgebende als Gutskapelle mit zentraler Familiengruft angelegte Kirchenraum ist sie eine Privatstiftung des damaligen Patrons Maximilian von Schütz.  Neben dem größeren Instrument in Trebel ist sie eine von den beiden einzigen erhaltenen Instrumenten ihres Erbauers, der in Erfurt bei Johann Georg Schröter gelernt und die Prinzipien des thüringischen Orgelbaus nach Norddeutschland exportiert hatte. Sie ist die einzige historische Barockorgel Mecklenburgs mit einem erhaltenen kurzbecherigen Zungenregister sowie einem erhaltenen barocken Streichregister. Ferner ist sie neben der Stein-Orgel in Trebel die einzige nach thüringischen Bauprinzipien erbaute Barockorgel mit einem erhaltenen kurzbecherigen Zungenregister. Das Instrument  verfügt über 9 Register auf einem Manual. Das angehängte Pedal wurde erst um 1867 durch Friedrich Friese III hinzugefügt. Das Instrument wurde in seinem Pfeifenbestand niemals verändert oder umintoniert und repräsentiert dadurch heute den sehr seltenen Fall eines authentisch erhaltenen Klangbildes einer thüringischen Barockorgel.

## Baugeschichte

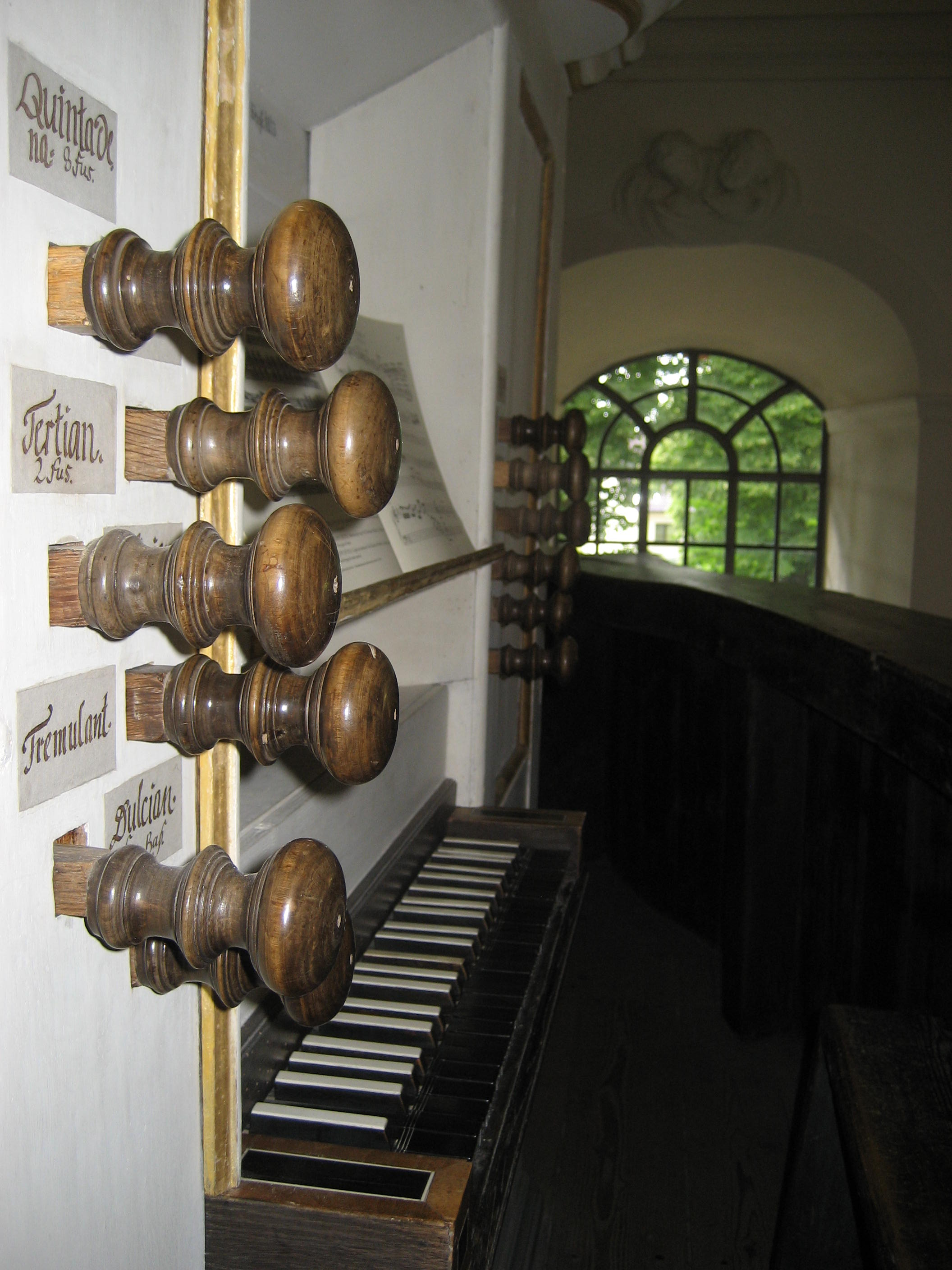
Ansicht der Spielanlage

Bereits die Vorgängerkirche, welche 1767 aufgrund von Baufälligkeit abgerissen werden musste, hatte ein Positiv besessen. Dieses ist seither verschollen; nach derzeitigem Forschungsstand wird davon ausgegangen, dass beim Neubau durch Stein kein Material der Vorgängerorgel wieder verwendet wurde. Am 20. März 1769 wurde der Vertrag mit Johann Georg Stein aufgesetzt. Die Orgel sollte ursprünglich bereits „zu Jacobi“ (also am 25. Juli) desselben Jahres fertig gestellt werden, was schon allein wegen der noch laufenden Arbeiten an der Ausgestaltung der neuen Kirche nicht eingehalten werden konnte. Möglicherweise waren zu Weihnachten 1769 bereits einzelne Register spielbar. Am 18. Mai 1770 wurde die Orgel fachlich abgenommen und zusammen mit der Kirche am Trinitatissonntag, dem 10. Juni 1770, feierlich eingeweiht. Anzunehmen ist, dass Johann Christoph Schmügel sowohl die Abnahme als auch das Orgelspiel bei der Einweihung übernommen hat. Schmügel wurde im nahen Pritzier geboren, wo sein Vater als Organist an der für Warlitz zuständigen Pfarrkirche und Schulmeister wirkte, der Sohn hat den Warlitzer Orgelneubau an Stein vermittelt. Auch bei der Stein-Orgel, die in Boizenburg 1785–1788 erbaut wurde, hat Schmügel in dieser Funktion gewirkt. Die Schnitzteile des Prospektes und der bekrönende Engel wurden in der Werkstatt des Bildhauers Johann Heinrich Oden in Braunschweig gefertigt.
Die Warlitzer Orgel wurde ohne Pedal erbaut. Ihre Aufgabe war ursprünglich neben der liturgischen Begleitfunktion im Gottesdienst die eines Continuo-Instrumentes bei den Figuralmusiken, die zu Lebzeiten des Auftraggebers Maximilian von Schütz auf der Orgelempore durchgeführt wurden. Zu dieser Zeit war die Empore noch unbestuhlt und nur für die Musizierpraxis bestimmt. Bei der Weihe der Orgel war das Gehäuse zudem noch ungefasst, die aufwändige polierweiße, partiell vergoldete Farbfassung mit Lüsterfassung auf den Schnitzteilen wurde erst im Sommer 1771 durch Joachim Heinrich Krüger (Wismar) hinzugefügt.

## Reparaturen und Veränderungen
Stein selbst hat sich im Kontrakt zu einer Wartung des Instrumentes verpflichtet. Nach dem Tode von Maximilian von Schütz entfiel die Praxis der Figuralmusiken; das Instrument wurde ab April 1773 nur noch zu den Gottesdiensten, die vierzehntäglich zwischen Ostern und Michaelis sowie an den dritten, später zweiten Feiertagen der Hochfeste stattfanden, benutzt. Der trapezförmig auskragende schützende Verschlag hinter der Orgel wird bald nach 1773 zusammen mit der Bestuhlung der Orgelempore hinzugefügt worden sein, welche ab jener Zeit für die Schüler der Warlitzer Dorfschule bestimmt war. Im Jahre 1813 führte Friedrich Friese I eine Reparatur durch, bei welcher der Kalkantenzug hinzugefügt wurde, diese Arbeit ist durch eine besonders auffällige Signatur im Notenpult dokumentiert. Um 1868 fügte Friedrich Friese III ein angehängtes Pedal hinzu. Carl Börger reparierte die Orgel 1898 und mehrmals danach, wie schon bei früheren Reparaturen wurde der Pfeifenbestand der Orgel dabei aber nicht verändert. 1917 wurden die Prospektpfeifen für Kriegszwecke abgeliefert und nachfolgend nicht ersetzt; bis zum Ausbau der Orgel im Zuge der Kirchenrestaurierung blieben die in den Prospektöffnungen notdürftig angebrachten Tücher anstelle der fehlenden Prospektpfeifen bestehen. Nach dem Ersten Weltkrieg unterblieben weitere Pflegemaßnahmen am Instrument, wodurch dieses wie auch die ganze Kirche in zunehmenden Verfall geriet. Bald nach 1945 verstummte das immer störanfälligere Instrument ganz. Letzter Organist war der aus Oberschlesien stammende Bruno Förster. Ein Anlauf zu einer Restaurierung im Jahre 1948, welche Hans-Joachim Schuke in Potsdam übertragen werden sollte, scheiterte an mangelnden finanziellen Mitteln. In den Folgejahrzehnten verkam das Instrument dann zur Ruine, wurde dabei aber niemals durch Vandalismus beeinträchtigt.

## Äußere Gestalt
Der Prospekt ist fünfteilig und besteht aus einem trapezförmigen Mittelturm und zwei runden Seitentürmen, die durch zwei eingeschossige Flachfelder verbunden sind. Mit den stark aufgewölbten Profilen und dem trapezförmigen Kranzgesims in der Mitte entspricht der Prospekt deutlich thüringischen Vorbildern; noch heute gibt es um Weimar herum mehrere Orgeln, deren Prospekte dem Warlitzer Exemplar ziemlich genau gleichen. Auf dem Mittelturm thront ein sitzender Engel mit Trompete. Dieser bildet mit den beiden ähnlich gestalteten Engeln auf dem Altar ein räumliches Dreieck, wodurch die Orgel mit ihrem Prospekt in die theosophische Symbolik des Kirchenraumes einbezogen wird. Die Orgel als Musikinstrument bildet damit einen der Verkündigung des Wortes gegenüber gestellten Partner. Auch die fünf Prospektfelder mit ihren jeweils neun Pfeifen fügen sich in die Zahlensymbolik des Kirchenraumes harmonisch ein. Da Stein den gleichen Prospektaufbau bereits bei früheren Instrumenten verwendet hat, ist davon auszugehen, dass der Prospektaufbau als Vorlage Einfluss auf die symbolische Ausgestaltung des Kirchenraumes genommen hat (und nicht umgekehrt).
Die Balganlage befindet sich im Turm auf Höhe des Uhrwerkes; da es keinen optischen und akustischen Kontakt zwischen Kalkant und Organist geben kann, war die Hinzufügung eines Klingelzuges im Jahre 1813 zwingend notwendig geworden. Die original erhaltene Klaviatur besitzt Ebenholzbeläge auf den Untertasten. Die Tastenstirnkanten tragen originell gestaltete verzierte Zinnbeschläge, die mit rotem Tuch hinterlegt sind. Diese bei der Schwesterorgel in Trebel identisch vorhandene Eigenart scheint die Signatur des Erbauers darzustellen; in Thüringen werden Tastenstirnkanten in der Barockzeit traditionell mit einer persönlichen Prägung versehen.

## Restaurierung
Im Jahre 2000 konnte Johann Georg Stein als Erbauer der Orgel ermittelt werden, wodurch das vorher nahezu unbekannte Instrument in den Fokus der Fachwelt rückte. Dadurch konnte auch ein nicht-fachgerechter Umgang mit dem wertvollen Material verhindert werden; noch vor Beginn der Kirchenrestaurierung wurde die Orgel dokumentiert, abgebaut und fachgerecht eingelagert. 2003–2004 wurde dann nach einem halben Jahrhundert des Schweigens die umfassende Restaurierung durch die Firmen Jehmlich-Orgelbau und Kristian Wegscheider in Dresden durchgeführt. Dabei wurden die Prospektpfeifen nach Vorlagen der erhaltenen Exemplare im Schwesterinstrument in Trebel sowie nach der Legierung der drei erhaltenen Innenpfeifen des Principal 4’, die im Gegensatz zu allen anderen Pfeifen aus hochprozentigem Zinn bestehen und demzufolge dieselbe Legierung wie die verlorenen Prospektpfeifen aufweisen, rekonstruiert. Die erheblich beschädigte, aber niemals überstrichene polierweiße Farbfassung des Gehäuses mit vergoldeten Profilen wurde durch die Restaurierungswerkstatt von Hilke Frach-Renner (Dresden) aufwändig restauriert; begleitend wurden verlorene oder durch zu starke Verwurmung zerstörte Schnitzteile durch den Holzbildhauer Karsten Simoneit (Goldenstädt) rekonstruktiv ergänzt. Die Ohren und Schleierbretter des Orgelprospektes tragen seither wieder die dem Original entsprechende Lüsterfassung in den Farben Gold, Blau und Purpurviolett. Die Restaurierung der Orgel wurde in bedeutendem Umfang durch die Zeit-Stiftung, die Marlis-Kressner-Stiftung, die Doornkaat-Stiftung sowie durch das Engagement von Einzelpersonen finanziell gefördert. Am 23. Mai 2004 erfolgte die Wiederweihe der Warlitzer Orgel mit einem feierlichen Gottesdienst und nachfolgendem Orgelkonzert. Seitdem wurde in der Warlitzer Kirche eine Konzerttradition entwickelt, die inhaltlich an dem in einzigartiger Weise erhaltenen Kirchenraum mit seiner besonderen Akustik orientiert ist und in der das Instrument neben seiner liturgischen Funktion in Gottesdiensten im Mittelpunkt steht.

## Disposition
| I Manualwerk CD–c3 |                         |    |
| 1.                 | Principal               | 4′ |
| 2.                 | Bordun                  | 8′ |
| 3.                 | Flauto traverso         | 8′ |
| 4.                 | Quintadena              | 8′ |
| 5.                 | Saliciena B/D           | 4′ |
| 6.                 | Octave                  | 2′ |
| 7.                 | Tertian II              |    |
| 8.                 | Mixtur III              |    |
| 9.                 | Dulcian B/D             | 8′ |
|                    | Tremulant               |    |
|                    | Pedal angehängt (CD…c') |    |

### Principal
Von den 48 Pfeifen des Prospektprinzipals blieben die drei höchsten Innenpfeifen b2, h2 und c3 erhalten. Die übrigen im Prospekt stehenden Pfeifen sind durch die kriegsbedingte Ablieferung im Jahre 1917 verloren und wurden wie oben beschrieben bei der Restaurierung ersetzt. Das Register klingt deutlich gegenüber dem übrigen Pfeifenwerk hervortretend, weil das nach oben offene Gehäuse das innere Klangwerk überwiegend über die Kirchendecke reflektiert, während der Principal nach vorne ausspricht. Die drei originalen Pfeifen sind ohne Bänkchen direkt im Stock mit Hanf befestigt.

### Flauto traverso

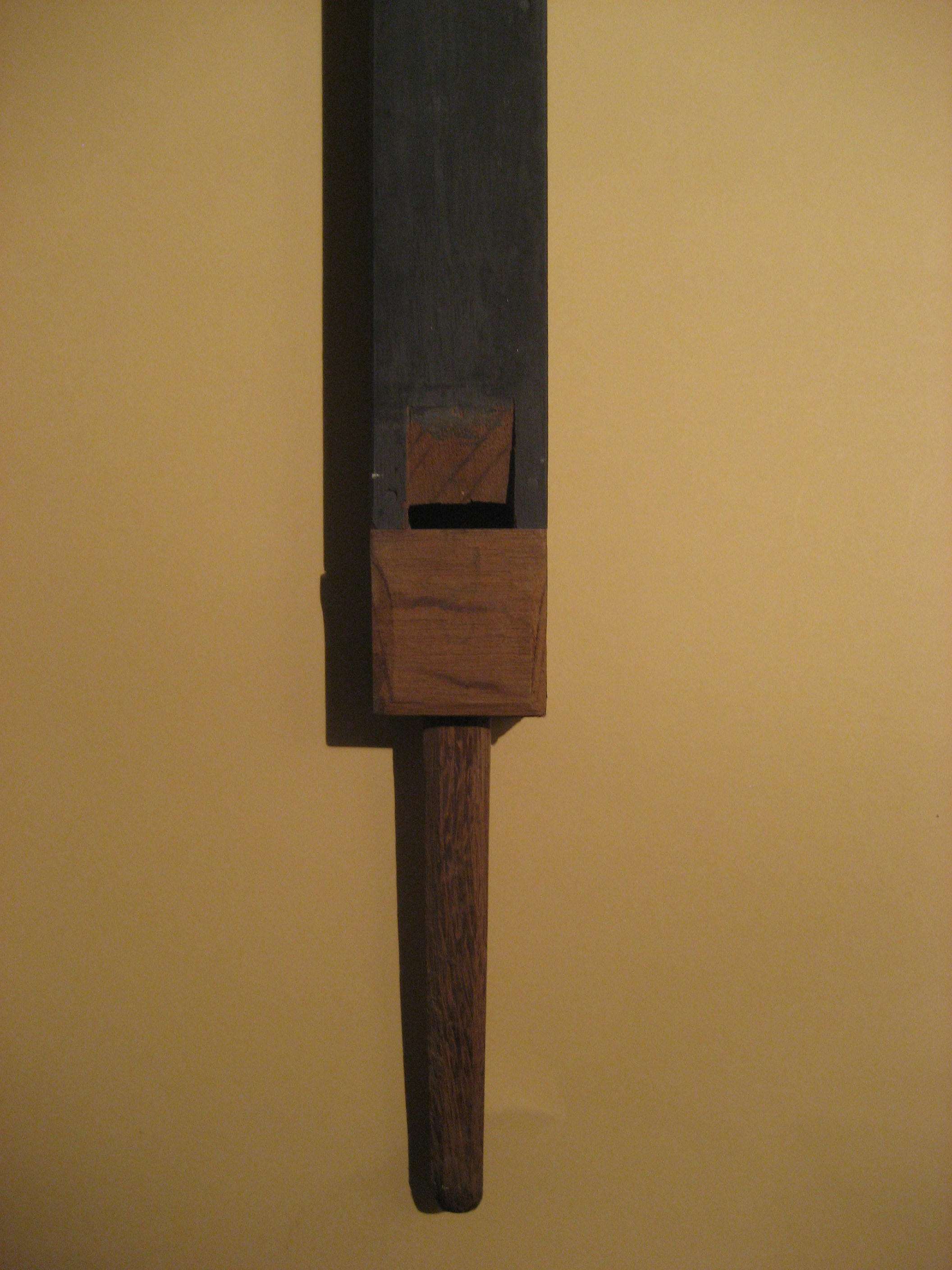
Pfeife c’ der Flauto traverso 8’

Das aus Holz in offener Bauweise gefertigte Register ist bis auf 10 Pfeifen, die wegen starker Verwurmung ersetzt werden mussten, original erhalten. Die Töne C–A sind dem Bordun entnommen. Das Register hat einen besonders charakteristischen, für die thüringische Barockorgel typischen farbigen Klang einer Traversflöte.

### Bordun

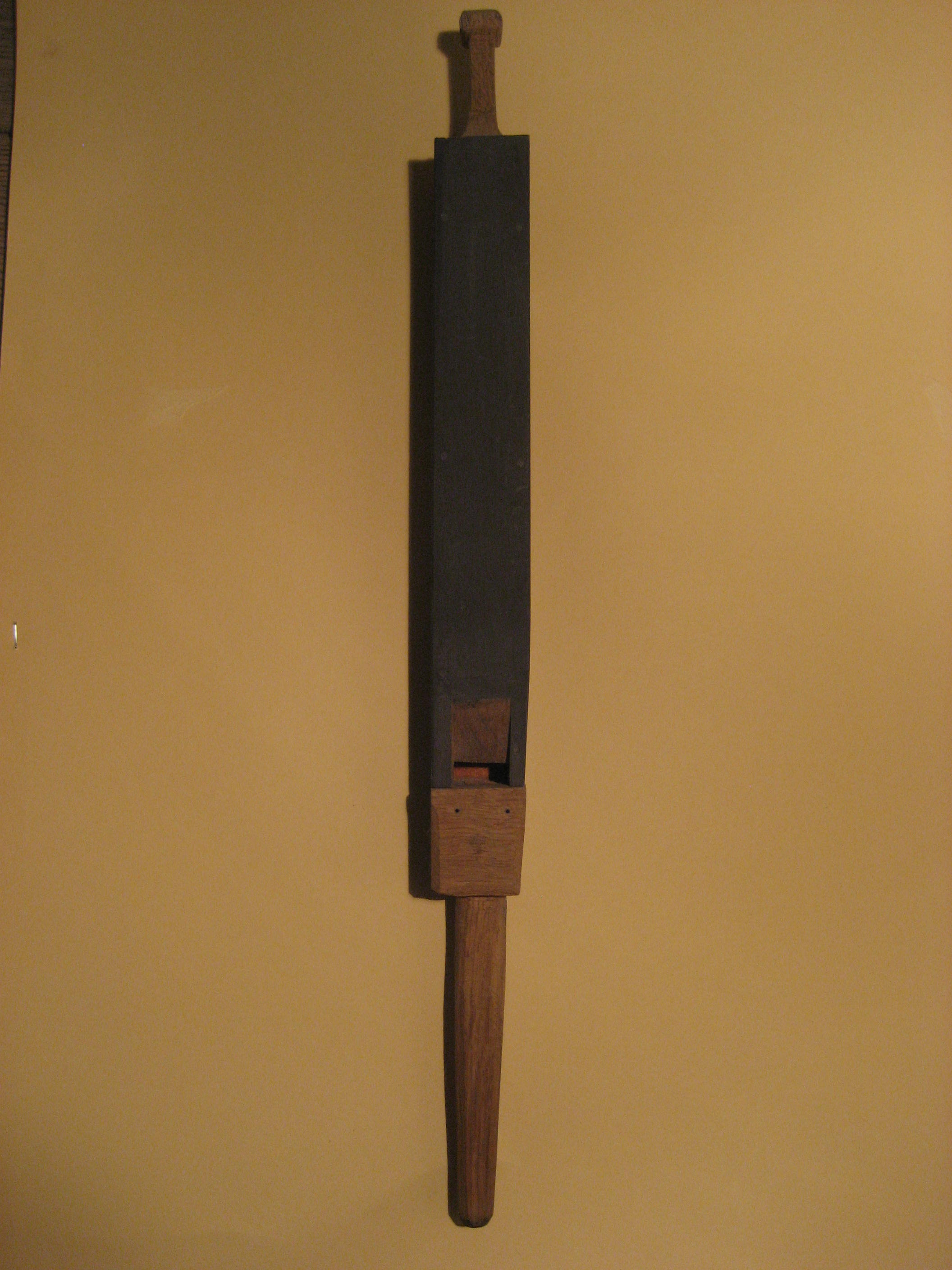
Pfeife c’ des Bordun 8’

Das aus Holz gefertigte Gedackt wird bei Stein in der Regel „Bordun“ genannt. Die Körper bestehen aus Tanne, die übrigen Teile aus Eiche. Bis auf zwei Pfeifen ist das Register komplett original erhalten und bildet mit dem Principal die klangliche Basis des Instruments.

### Quintadena

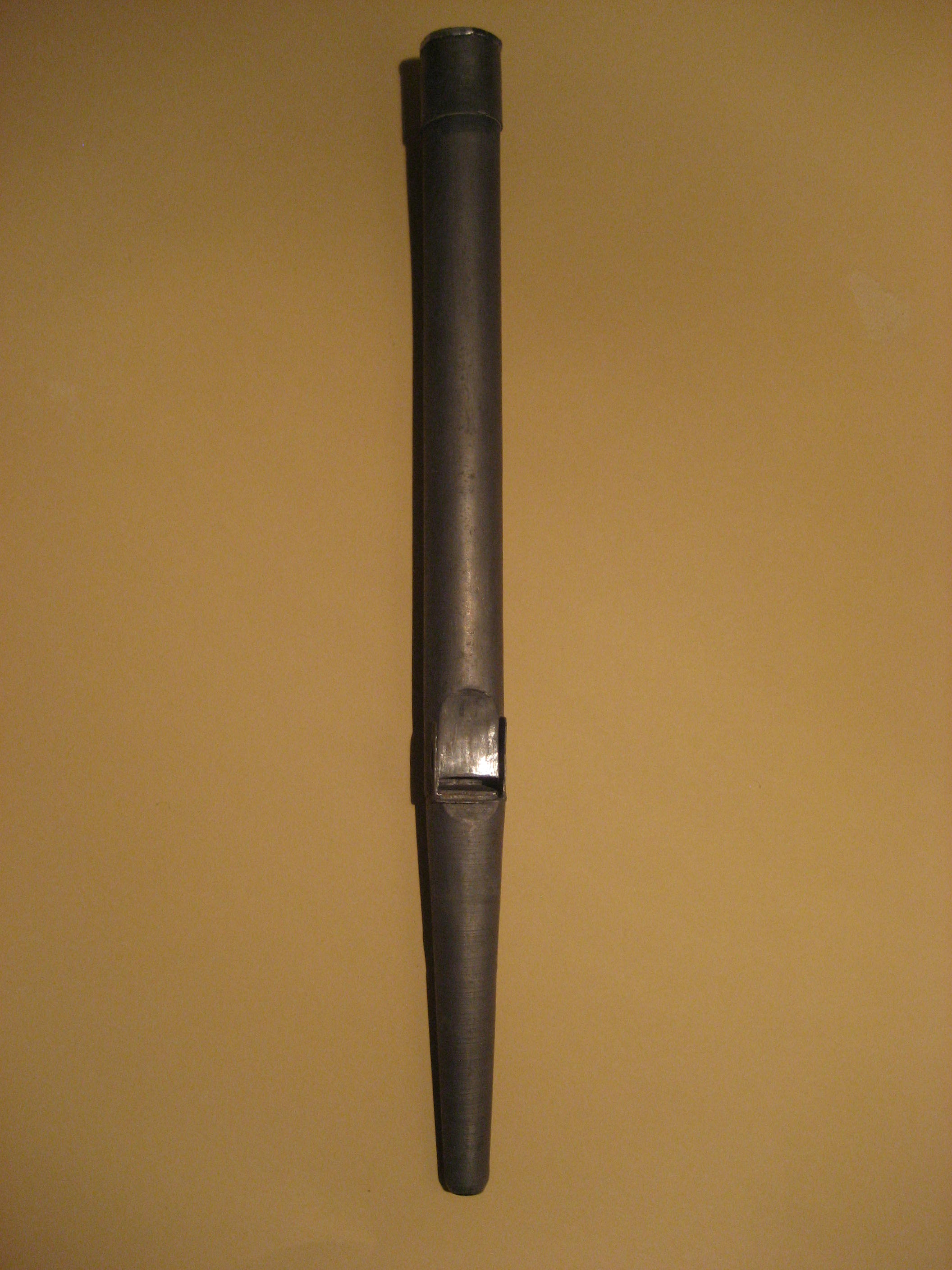
Pfeife c’ der Quintadena 8’

Das Register besteht aus stark bleihaltigem, weichem Material und ist demzufolge sehr empfindlich. Es hat einen rauen und obertönigen Klangcharakter, der typisch für dieses Register in einer thüringischen Barockorgel ist. Die Pfeifen stehen eng an denen der benachbarten Saliciena an.

### Saliciena

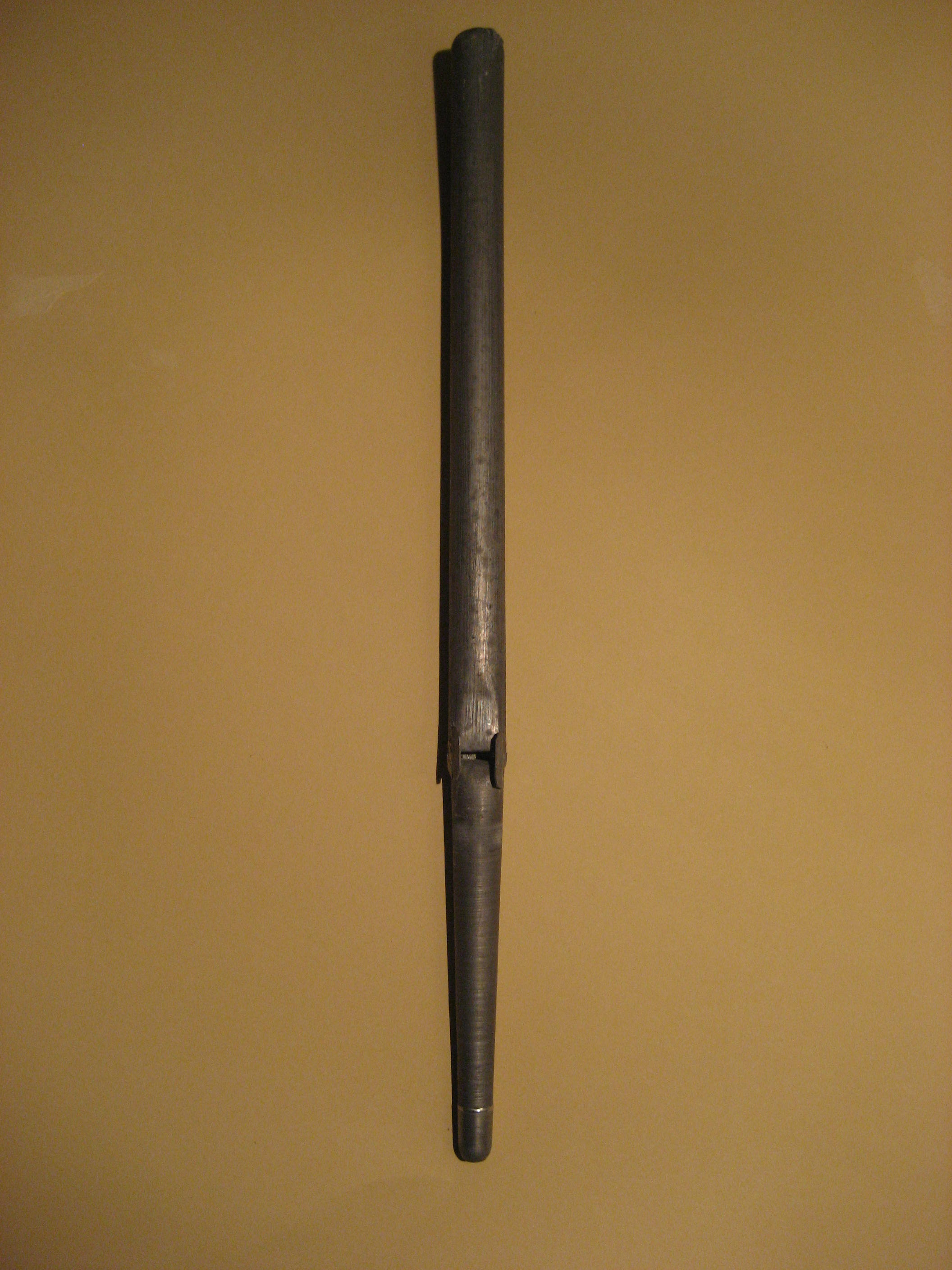
Pfeife c’ der Saliciena 4’

Hier handelt es sich um das einzige erhaltene barocke Streichregister Mecklenburgs. Für Stein ist der Registername typisch insbesondere bei kleineren Orgeln gewesen, aber nur hier in Warlitz erhalten. Das Register ist in Bass und Diskant geteilt (Teilungspunkt h°/c1), wodurch ein zweistimmiges Improvisieren insbesondere im Fall von Choralvorspielen ermöglicht wird. Als einziges 4′-Register neben dem Principal kann dieses Register auch als Ersatz für eine 4′-Flöte oder als leisere Variante zum Principal im Plenum eingesetzt werden. An den Pfeifenmündungen befinden sich in ihrer Einfachheit auffällige Stimmvorrichtungen: ein durch einfaches Einreißen erzeugter nach außen gebogener Stimmlappen.

### Octave
Von diesem Register mussten 14 Pfeifen bei der Restaurierung erneuert werden. Einige Pfeifen zeigen aufgrund herausragender Lötzipfel, dass sie seit ihrer Fertigung niemals angetastet worden waren. Dadurch liegt auch ein Beleg für die unveränderte Intonation der Orgel vor.

### Tertian
Die zwei Chöre dieses Registers (1 3⁄5′ und 1 1⁄3′) laufen ohne Repetition durch. Ganz im Sinne der thüringischen Barockorgel ist dieses Register als kleine Klangkrone zu verwenden. Der Terzchor ist damit besonders charakteristisch für den Tutti-Klang der Orgel.

### Mixtur
Durch die Nähe zum Stimmgang und die zahlreichen unfachmännischen Stimmversuche sind an diesem Register die größten Schäden im Hinblick auf die Labialpfeifen zu verzeichnen. Dennoch mussten nur 12 Pfeifen neu gefertigt werden. Die Zusammensetzung:

C: 1′ – 2⁄3′ – 1⁄2′

c°: 1′ – 2⁄3′ – 1⁄2′

c1: 1 1⁄3′ – 1′ – 2⁄3′

c2: 2 2⁄3′ – 2′ – 1 1⁄3′.

### Dulcian

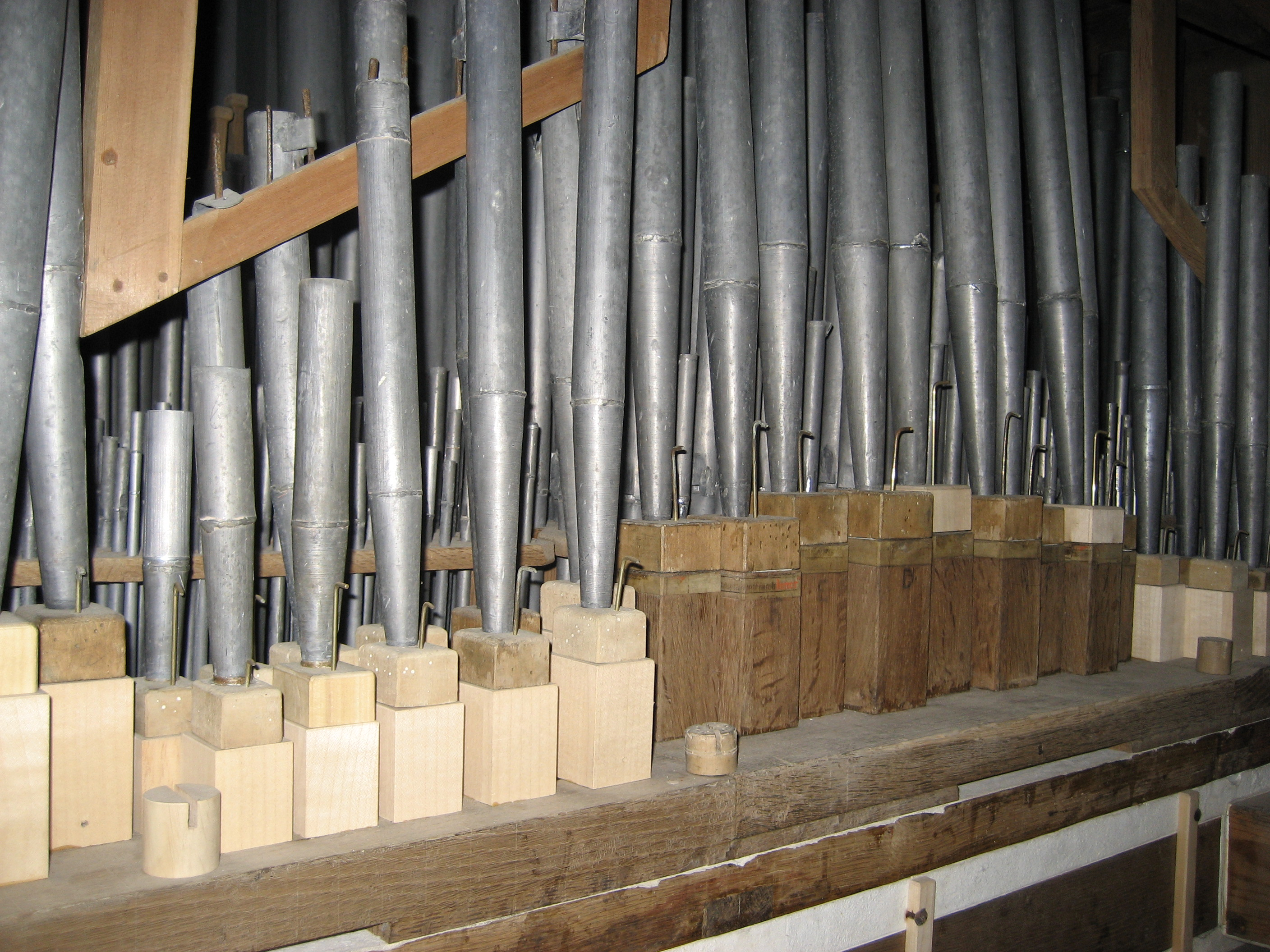
Register Dulcian auf der Windlade

Das Zungenregister ist wie die Saliciena in Bass und Diskant geteilt. Es ist vermutlich schon recht bald stillgelegt worden. Der Registerzug war seit langer Zeit arretiert, was auch durch dessen starke Verwurmung dokumentiert wurde. Als Ursache ist neben der offenbar fehlenden Kompetenz zum Stimmen die unorthodoxe Bauweise des Registers zu werten: Die Becher entsprechen in ihrer Länge nicht einem einheitlichen Mensurverlauf; dadurch ist auch der Klangcharakter des Registers nicht einheitlich. Wegen starker Verwurmung mussten etliche Stiefel erneuert werden. Die Bewahrung dieses Registers und die spielfähige Wiederherstellung ist gerade aufgrund der langen Ruhezeit als besonderer Glücksfall zu werten; es handelt sich um das einzig erhaltene barocke Register dieser Art in Mecklenburg.

### Balganlage
Die beiden Keilbälge mit dem Verbindungskanal zur Orgel sind komplett original erhalten. Allerdings musste das völlig verschlissene Leder bei der Restaurierung erneuert werden. Die Bälge enthalten keine Gewichte; bei der Restaurierung stellte sich dieser Zustand nach Klangversuchen als authentisch heraus. Ein bei der Restaurierung installierter Gebläsemotor ist an den unteren Balg angeschlossen, jedoch kann der Wind auch alternativ auf traditionelle Weise mechanisch erzeugt werden.

## Technische Daten
- 9 Register, 12 Pfeifenreihen
- Windversorgung:

  - 2 Keilbälge (original)
  - Winddruck: 50 mmWS
- Traktur:
  - Tontraktur: mechanisch
  - Registertraktur: mechanisch
- Stimmung:
  - Johann Georg Neidhardt 1724, „für ein Dorf“
  - Tonhöhe etwa 1⁄4 Ton über a1 (449 Hz bei 15 °C)

## Aufnahmen/Tonträger
- Historische Orgeln in Mecklenburg-Vorpommern, MDG 519 1327-2 (darin kleinere Werke von Schmügel, Telemann und Simon, gespielt von Jan von Busch)
- St. Trinitatis-Kirche zu Warlitz: Volkslieder, Arien und Orgelstücke, Eigenverlag, darin Lieder und Orgelwerke von Georg Philipp Telemann, Johann Christoph Schmügel und Johann Abraham Peter Schulz, musiziert von Felizia Frenzel und Ruth Langer (Sopran) und Jan von Busch (Orgel)
- Sonaten und Sonatinen von Johann  Ludwig Krebs, Audiomax 706 1888-2, gespielt von Jan von Busch